# Aralia elata
Angélique de la Corée, Aralie japonaise
Espèce
Classification APG II (2003)
Aralia elata, l’angélique de la Corée ou  l’aralie japonaise, est une espèce de plantes à fleurs de la famille des Araliaceae. C'est un arbuste à feuillage caduc, de 2 à 5 m de hauteur voire plus, à tronc plus ou moins épineux. Les feuilles composées 2 (ou 3) pennées, font de 60 à 120 cm de long. Il produit des panicules d’ombelles de fleurs. C’est une espèce originaire de Chine (du Centre et du Sud-Est), du Japon, de Corée, de Mandchourie, et de Taiwan.
Les jeunes pousses récoltées au mois d’avril-mai étaient consommées traditionnellement au Japon, en Corée et en Chine, comme « légume sauvage » et appréciées pour leur saveur unique et surtout pour les bienfaits supposés pour la santé indiqués par la Médecine chinoise traditionnelle. Cette pratique est à rapprocher de la tradition culinaire Yewei  野味 du Sud de la Chine de consommer des mets rares, des gibiers exotiques ou indigènes (civettes, serpents, renards, chauve-souris etc.) permettant de renforcer la santé et de stimuler la libido. Dans les années 1980, la prise de conscience de la surrécolte des pousses sauvages amena des agriculteurs japonais et coréens à trouver un moyen de récolter sous serre de grandes quantités de pousses d’Aralia elata qu’ils vendaient ensuite sur les marchés.  La saveur un peu amère des pousses ébouillantées, combinée avec la texture tendre, offre un équilibre apprécié par de nombreux amateurs.
Le rhizome de la plante est utilisé en médecine chinoise traditionnelle pour traiter le diabète, l'arthrose, l’ulcère gastrique et la faiblesse neurologique.

## Nomenclature et étymologie
L’espèce a d’abord été décrite et nommée Dimorphanthus elatus en 1840 par Friedrich Miquel un botaniste néerlandais dans Commentarii Phytographici 95–100, pl. 12. 
Puis en 1868, le botaniste allemand Seemann transfert l’espèce du genre Dimorphanthus dans le genre Aralia, restreint au sens de fleurs à 5 carpelles, ce qui donne le nom Aralia elata.
Le nom de genre Aralia (en français aralie) est le nom canadien sous lequel la première espèce de ces arbustes (Aralia nudicaulis) fut envoyée de Québec à Guy-Crescent Fagon, directeur du Jardin du roi. Le naturaliste König écarte l’hypothèse d’une origine canadienne, l'origine de ce terme restant inconnue.
L’épithète spécifique elata est l’adjectif latin ēlātus, a, um, « haut, élevé » sous forme féminine.

## Synonymes
Selon POWO, le nom valide de Aralia elata (Miq.) Seem., possède 3 synonymes:

### Synonymes homotypiques
- Aralia chinensis var. elata (Miq.) Lavallée in Énum. Arbres: 125 (1877)
- Aralia spinosa var. elata (Miq.) Sarg. in Silva 5: 60 (1893)
- Dimorphanthus elatus Miq. in Comm. Phytogr.: 95 (1840)

## Description
C'est un arbuste ou un petit arbre, pouvant atteindre 2 à 5 (−8) m de hauteur, voire 10 m dans certaines régions, au feuillage caduc, andromonoïque. Les branches sont armées d’épines plus ou moins éparses,. Il a tendance à se multiplier en drageonnant et en formant des touffes, ce qui lui vaut le surnom de « l'arbre qui marche ».
Les feuilles sont composées 2 (ou 3) pennées. À chaque division du rachis primaire, on observe une foliole supplémentaire sur le rachis secondaire provenant de la penne d’ordre inférieure comme on peut les voir à l'extrémité du rachis primaire. Le pétiole fait environ 50 cm de long, glabre ou pubescent, avec des épines ; les pétiolules (portant les folioles) font 3–5 mm de long ; il y a de 5 à 11(-13) folioles par penne qui sont ovales à elliptiques-ovales ou étroitement ovales , de 5-12(-19) cm de long sur 2,5–8 cm de large, membraneuses ou papyracées, base cordée à ronde, marge serretée (denté en scie) et apex acuminé. La feuille composée dans sa totalité fait de 60 à 110 cm de long[réf. nécessaire].
Les inflorescences sont des panicules terminales d’ombelles, denses, jaune-brune ou gris pubescent, l’axe primaire fait 1–5 cm et les axes secondaires 20–35 cm (voir la photo ci-dessous de la panicule en formation où l’axe primaire est beaucoup plus court que les axes secondaires), les axes ultimes ont une ombelle terminale de fleurs bisexuelles et 1 ou plusieurs ombelles latérales de fleurs mâles ; les bractées sont persistantes, les ombelles portent 6 à 15 fleurs.
La fleur possède un ovaire à 5 carpelles, 5 styles, libres ou unis jusqu’au milieu.
Le fruit est une petite drupe globuleuse, d’environ 3–4 mm de diamètre, les styles sont persistants. Ces drupes noires en grappes sont excellentes pour les oiseaux.
La floraison se produit en fin d'été (juillet-septembre) et la fructification en septembre-décembre. La floraison abondante est mellifère. Les feuilles se colorent en jaune-orangé et rouge en automne.
La variété qui a peu d’épines sur le tronc et dont le revers des feuilles est très pubescent s’appelle la forme f. subinermis, et c’est elle qui est la plus couramment cultivée.

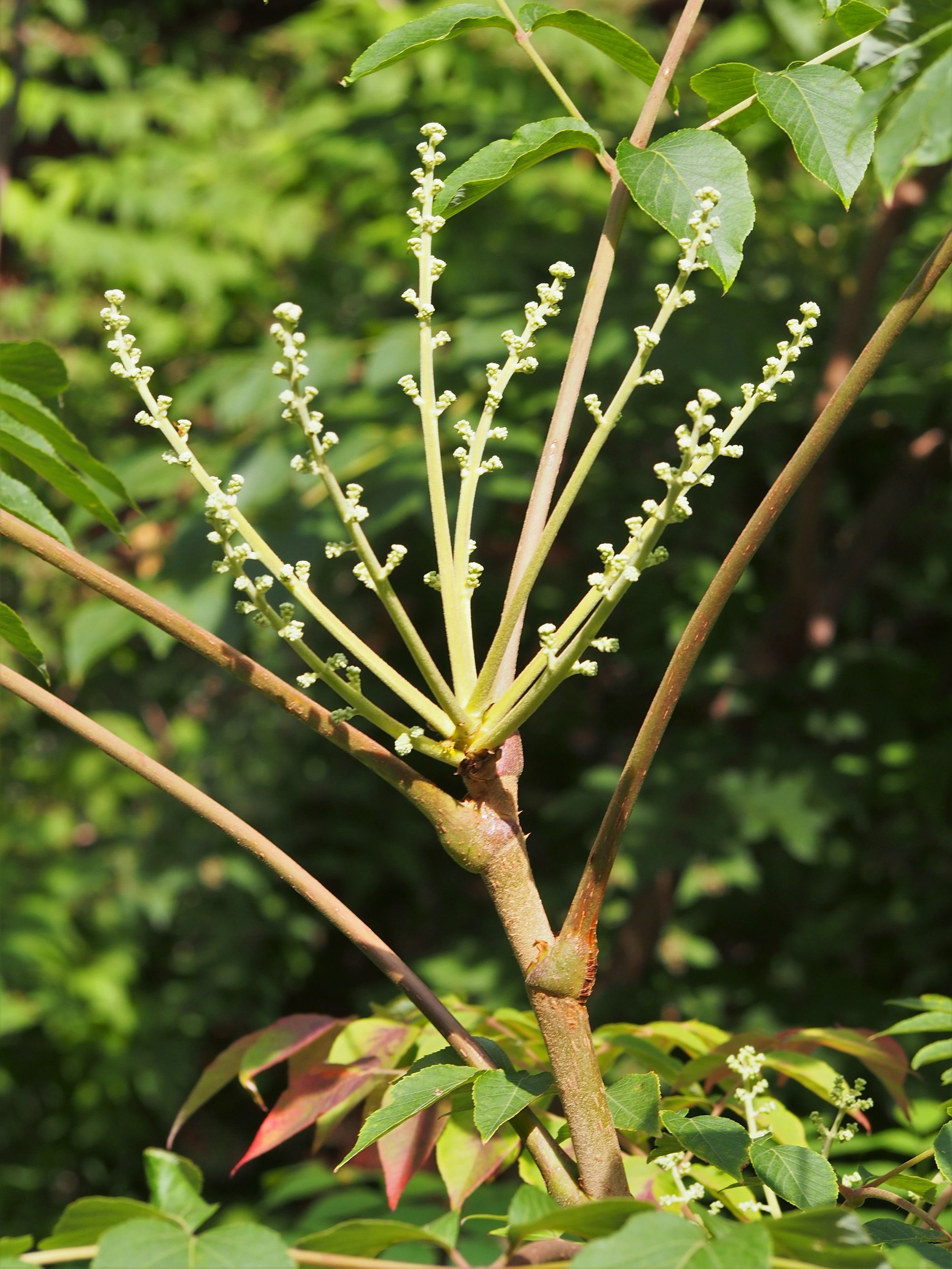
Panicule en formation.
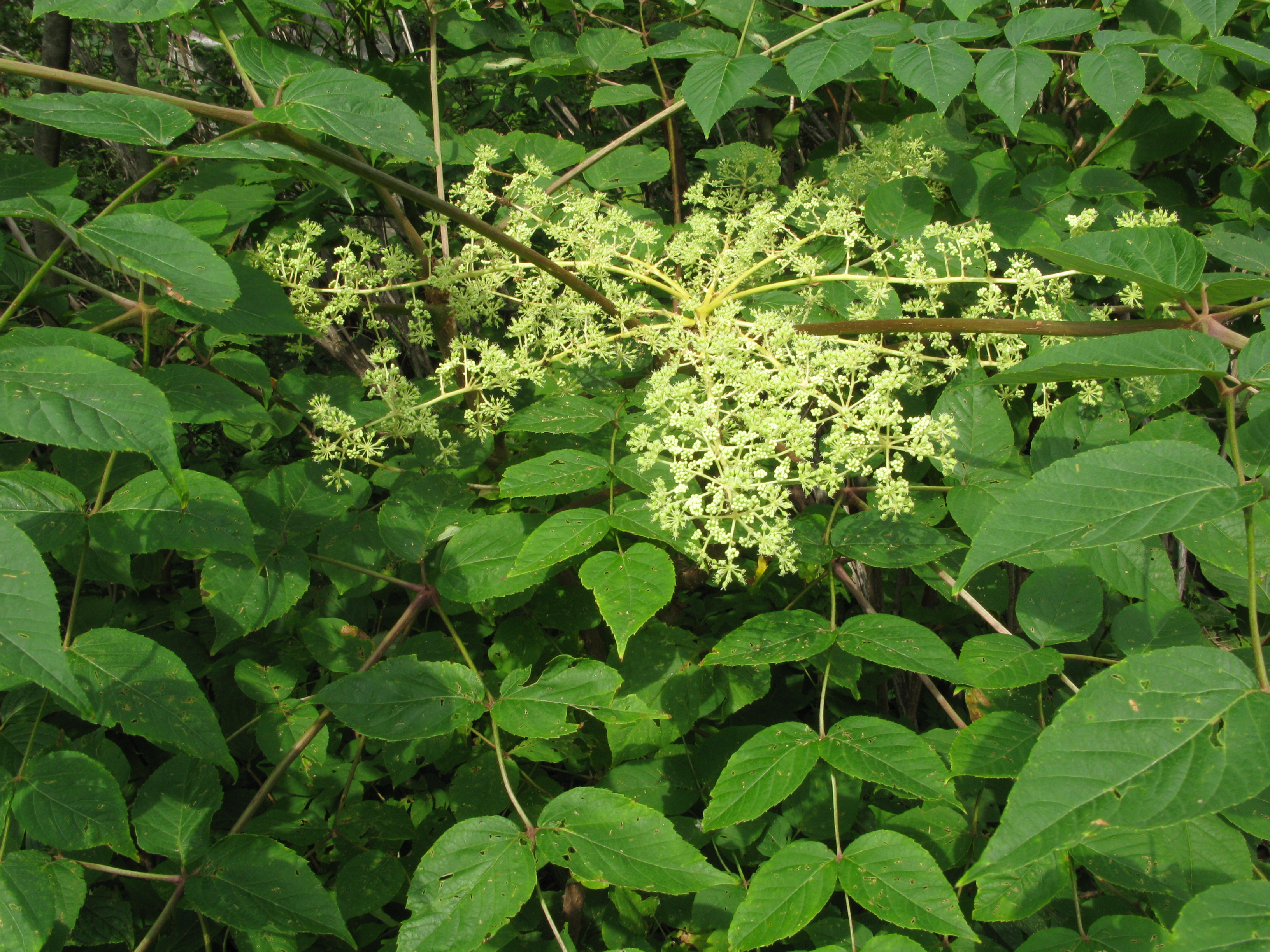
Panicule d’ombelles.
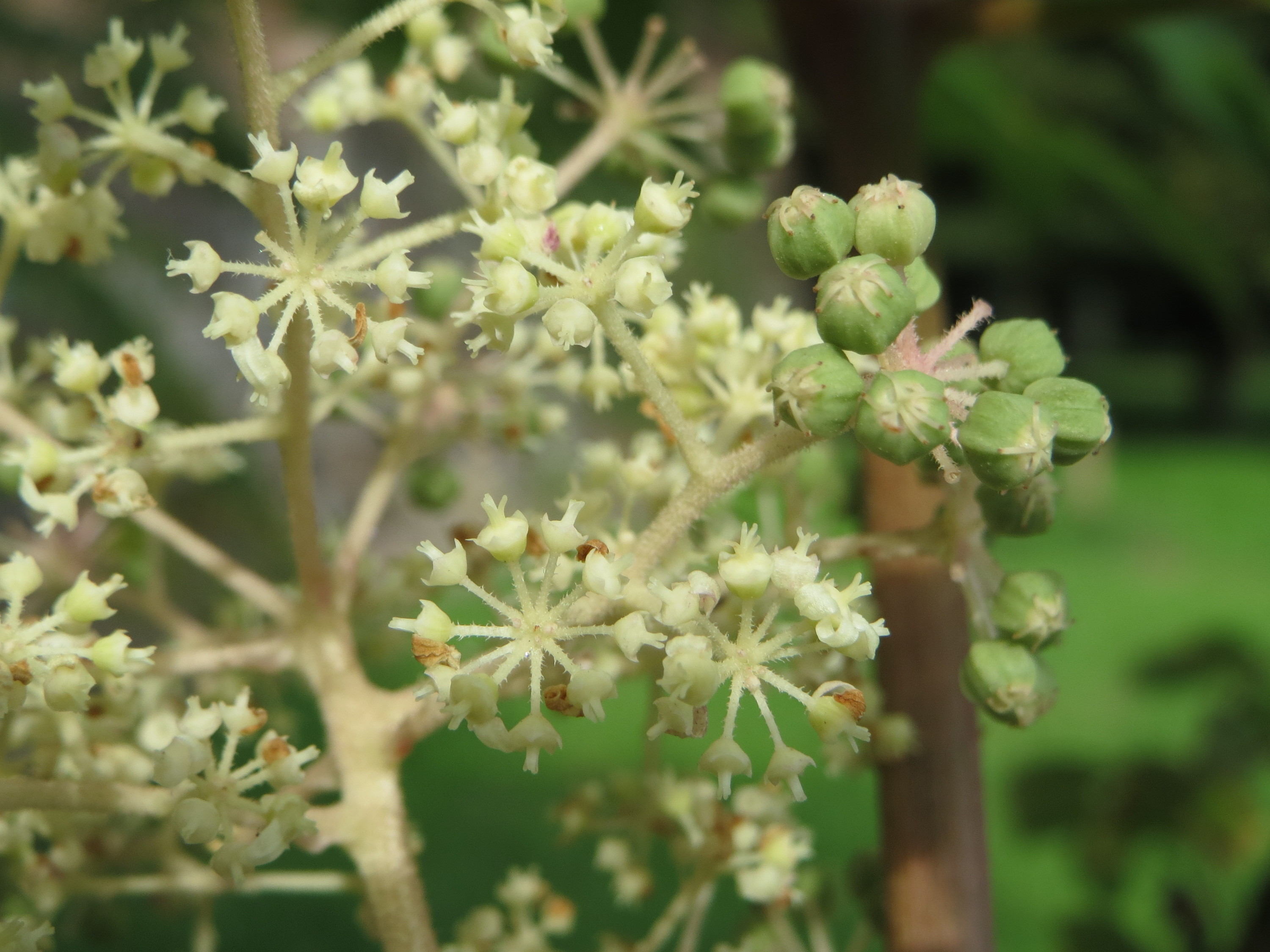
Fleurs et fruits.
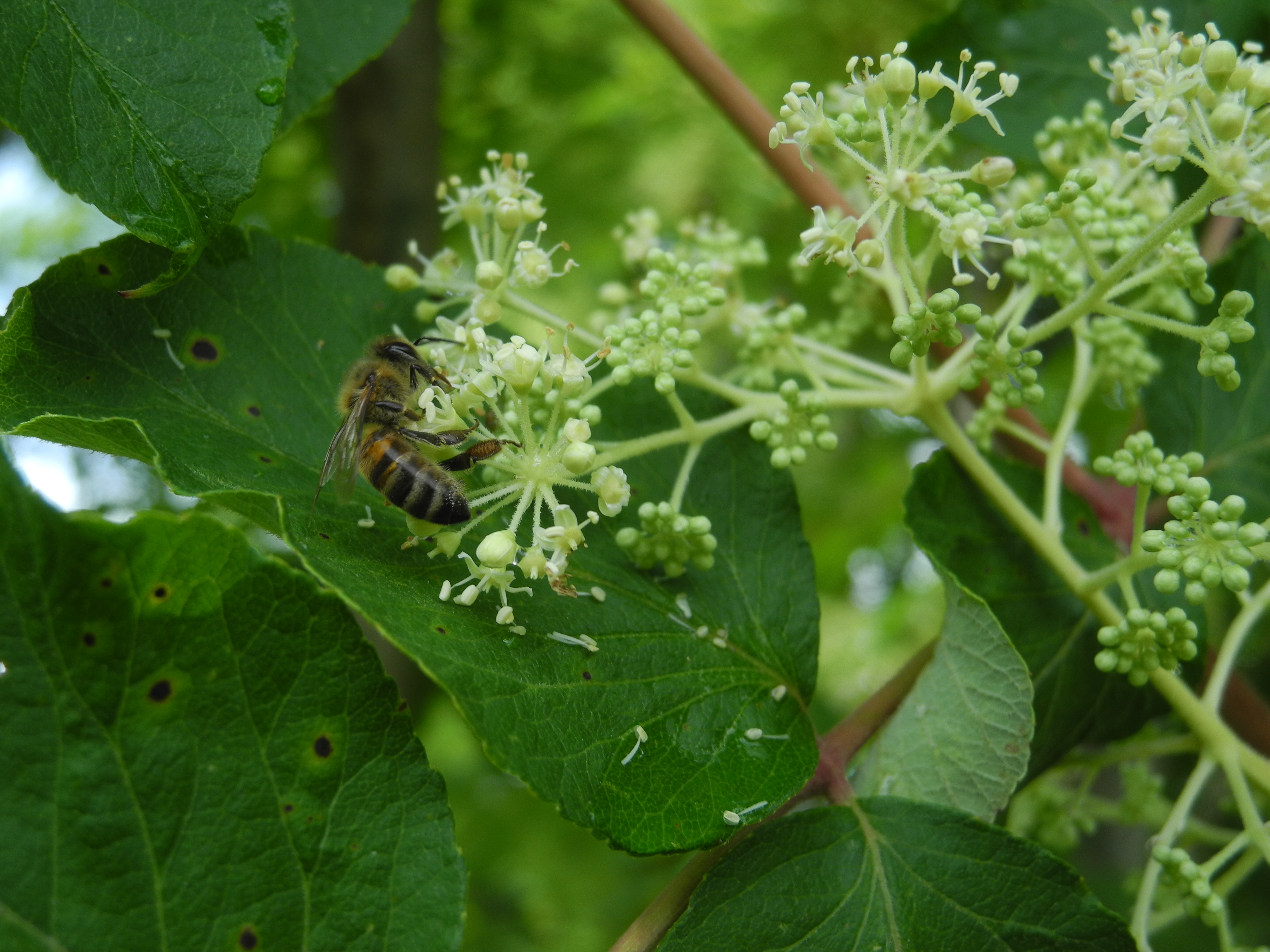
Fleurs butinées par une abeille.

## Distribution et habitat
Selon POWO, l’espèce est originaire de l’Amour, Chine Centre-Nord, Chine Centre-Sud, Chine Nord-Est (Helongjiang, Liaoning), Japon, Khabarovsk, Corée, Mandchourie, Nansei-shoto, Primorié, Sakhaline, Taïwan.
Elle a été introduite en Autriche, États-Unis (Connecticut, Danemark, Illinois, Maryland, Massachusetts, Michigan, New Hampshire, New York, Ohio, Ontario, Oregon, Pennsylvanie, Washington, Wisconsin), Suède, Suisse où elle s’est naturalisée.
C’est une espèce qui pousse principalement dans le biome tempéré.
En tant que plante ornementale cultivée, elle est présente dans de nombreux pays tempérés. Des variétés sans épines ou avec moins d’épines ont été sélectionnées au Japon pour fournir de jeunes pousses tendres récoltées au printemps.

## Utilisations
Traditionnellement au Japon, en Corée et en Chine, des parties d’Aralia elata ont été consommées comme « légume sauvage » ou comme matière médicale.
Au printemps, des fourrés d’Aralia elata sauvages, il ne reste plus que des tiges sans feuille mais couvertes de grosses épines. C'est à l’extrémité de ces tiges épineuses qu'apparaissent de gros bourgeons méristématiques, constituant les jeunes pousses recherchées par les collecteurs amateurs de légumes sauvages. Si en outre, de nouveaux drageons émergent du sol, leur bourgeon terminal est aussi récolté quand il atteint la taille de 10 à 20 cm.
Ces jeunes pousses sont nommés dureup / douleup (두릅) en coréen et la plante qui les fournit 두릅나무, dureup arbre. En japonais, c’est タラの芽 taranome et en chinois  刺老芽 cìlǎoyá (ou 龙牙木 lóngyámù morph. « bois de dents de dragon ») qui désignent les jeunes pousses.  
Elles sont récoltées au printemps (en mars avril) lors d’expéditions familiales dans les « forêts de montagnes » pour être consommées comme un « légume sauvage » (jap. sansai 山菜).
À partir des années 1980, il y eut une prise de conscience que de la surrécolte des pousses sauvages et la dégradation des habitats naturels ne pouvaient se poursuivre indéfiniment. En conséquence, la culture en bacs des boutures de tronçons d’Aralia elata, fut mise au point sous serres, et permit de fournir abondamment les marchés japonais en jeunes pousses. Des milliers de boutures sont cultivées, alignées dans des bacs de cultures hydroponiques, et peuvent chacune produire une jeune pousse en un mois environ. Elles sont ensuite vendues en supermarchés,.

### Alimentaires
Les jeunes pousses d’Aralia elata (楤木芽 sǒngmù ya en chinois) sont consommées traditionnellement comme légume au Japon et en Corée alors que l’usage en est moins répandu en Chine où il est surtout connu comme plante médicinale.
En Chine, l’identité botanique des plantes citées dans les pharmacopées bencao  本草 (et de manière générale dans tous les écrits) est parfois assez incertaine et même divergente selon les sources. La nomenclature de botanique s’étant formée en Europe au XVIIIe siècle, les noms botaniques des espèces végétales sont conventionnellement écrits en latin. Ce qui a toujours posé un problème aux auteurs chinois qui répugnent à mélanger les caractères chinois et les lettres alphabétiques latines.   
Sur l’immense territoire de l’Empire chinois, chaque espèce de plante reçoit de multiples noms vernaculaires différents selon le lieu et l’époque. Au XVIe siècle, le médecin Li Shizhen dans l’inventaire pharmacologique qu’il produit, le Bencao gangmu 本草纲目 (1593), adopte une attitude normative en sélectionnant un nom correct (zhengming 正名). Les plantes médicinales sont en général toxiques, le médecin devait s’assurer que ses indications soient correctement comprises pour éviter toute intoxication. Malheureusement, Li Shizhen a dit très peu de choses, dans sa pharmacopée Bencao Gangmu, section des arbres 木 mu, classe 3 : 《本草纲目·木三·楤木》on lit « Aujourd’hui, on le trouve aussi dans les montagnes, les feuilles sont groupées aux extrémités des tiges, les montagnards en mangent. Il s’appelle « la pie ne marche pas dessus » 鹊不踏 quèbuta (ou 鹄不踏) car il a beaucoup d’épines et pas de branches ». Le nom correct est certes 楤木 songmu mais comme Li Shizhen ne donne pas beaucoup d'informations, les auteurs modernes ont hésité entre Aralia elata et Aralia chinensis L., espèce proche dont l’aire de répartition est plus au Sud  (L’Encyclopédie médicale A::医学百科 et des scientifiques, retiennent ou ont retenu cette dernière hypothèse de 楤木 sǒngmù = Aralia chinensis L.).
Actuellement, ce sont les encyclopédies en ligne en Chine (comme le Wikipedia en chinois et Baidu Baike) ou les bases de données botaniques académiques de Flora of China qui permettent de voir quels noms vulgaires sont sélectionnés pour caractériser l’espèce. Ainsi pour le Wikipedia chinois, l’espèce Aralia elata s’obtient pour 辽东楤木 Liáodōng sǒngmù (« aralia du Nord-Est ») alors que BaiduBaike retient que 楤木 sǒngmù ↔ Aralia elata (Miq.) Seem. Et pour 辽东楤木 Liáodōng sǒngmù, BaiduBaike donne Aralia elata var. glabrescens (Franch. & Sav.) Pojark (option confirmée par l’autorité de Flora of China).
| Nom vulgaire chinois représentant de l’espèce (le 17 août 2023) |                      |                               |
|                                                                 | Wikipedia en chinois | Baidu Baike & Flora of China  |
| 楤木 sǒngmù                                                     | Aralia chinensis     | Aralia elata                  |
| 辽东楤木 Liáodōng sǒngmù                                        | Aralia elata         | Aralia elata var. glabrescens |

Quoi qu’il en soit, il est clair que les gourmets asiatiques, amateurs de légumes sauvages, ne se souciaient pas d’identifier parfaitement quelles espèces choisir parmi les 29 espèces du genre Aralia identifiés en Chine mais cherchaient un mets puissant à la saveur unique (un peu amer), apportant plein de bienfaits pour la santé et qu'ils peuvent très bien utiliser plusieurs espèces proches.
Les jeunes pousses (récoltées en montagne ou achetées au marché) doivent être bouillies, laissées à tremper dans l’eau pendant deux heures après le blanchiment, et être bien lavées avant consommation. Elles contiennent en effet des saponines toxiques qui peuvent provoquer des douleurs abdominales, de la diarrhée, des vomissements et des vertiges.
Après ce traitement, les jeunes pousses peuvent être accommodées de diverses manières : frites, mijotées, transformées en soupe, bouillies, mélangées avec des pâtes etc.

## Médicinal
Son rhizome est souvent utilisé en médecine traditionnelle pour le traitement du diabète, de l’arthrose, de l’infarctus du myocarde, de l’ulcère gastrique et de la faiblesse neurologique.
Pour l’Encyclopédie médicale en ligne A::医学百科, l’écorce des racines et du tronc de Aralia chinensis (correspondant pour elle à 楤木 sǒnɡmù) sont utilisées, en médecine chinoise traditionnelle, selon la terminologie qui lui est propre, pour « expulser le vent et l'humidité , induire une diurèse pour réduire l'enflure, favoriser la circulation sanguine et soulager la douleur ». La matière médicale vise à traiter l’hépatite, les ganglions lymphatiques enflés, l’œdème due à la néphrite, le diabète, la leucorrhée, les douleurs articulaires rhumatismales, les lombalgies, les ecchymoses.
Composition chimique
Plus de 100 saponines ont été isolées à partir des racines, tiges, des feuilles et des pousses. Les saponines triterpéniques sont les ingrédients actifs d’Aralia elata les plus étudiés.